# Unité urbaine de Lourdes
L'unité urbaine de Lourdes est une unité urbaine française centrée sur la commune de Lourdes, dans le département des Hautes-Pyrénées et la région Occitanie.

## Données globales
En 2010, selon l'Insee, elle est composée de dix communes, toutes situées dans l'arrondissement d'Argelès-Gazost, subdivision administrative du département des Hautes-Pyrénées.
En 2020, à la suite d'un nouveau zonage, elle est composée de treize communes, les communes d'Arcizac-ez-Angles, Saint-Créac et Viger ayant été ajoutées au périmètre.
En 2022, avec 16 967 habitants, elle représente la 2e unité urbaine du département des Hautes-Pyrénées et occupe le 31e rang dans la région Occitanie.
En 2022, sa densité de population s'élève à 219 hab/km2. Par sa superficie, elle ne représente que 1,74 % du territoire départemental mais, par sa population, elle regroupe 7,33 % de la population du département des Hautes-Pyrénées.

## Composition de l'unité urbaine en 2020
Elle est composée des treize communes suivantes :
| Nom                    | Code Insee | Département     | Statut       | Superficie (km2) | Population (dernière pop. légale) | Densité (hab./km2) | Modifier                                    |
| ---------------------- | ---------- | --------------- | ------------ | ---------------- | --------------------------------- | ------------------ | ------------------------------------------- |
| Lourdes (ville-centre) | 65286      | Hautes-Pyrénées | ville-centre | 36,94            | 13 266 (2022)                     | 359                | modifier les données · modifier les données |
| Adé                    | 65002      | Hautes-Pyrénées | banlieue     | 7,24             | 834 (2022)                        | 115                | modifier les données · modifier les données |
| Arcizac-ez-Angles      | 65020      | Hautes-Pyrénées | banlieue     | 1,93             | 254 (2022)                        | 132                | modifier les données · modifier les données |
| Aspin-en-Lavedan       | 65040      | Hautes-Pyrénées | banlieue     | 1,77             | 301 (2022)                        | 170                | modifier les données · modifier les données |
| Bartrès                | 65070      | Hautes-Pyrénées | banlieue     | 7,31             | 510 (2022)                        | 70                 | modifier les données · modifier les données |
| Bourréac               | 65107      | Hautes-Pyrénées | banlieue     | 1,26             | 118 (2022)                        | 94                 | modifier les données · modifier les données |
| Ger                    | 65197      | Hautes-Pyrénées | banlieue     | 1,94             | 158 (2022)                        | 81                 | modifier les données · modifier les données |
| Jarret                 | 65233      | Hautes-Pyrénées | banlieue     | 4,44             | 303 (2022)                        | 68                 | modifier les données · modifier les données |
| Julos                  | 65236      | Hautes-Pyrénées | banlieue     | 5,86             | 457 (2022)                        | 78                 | modifier les données · modifier les données |
| Lézignan               | 65271      | Hautes-Pyrénées | banlieue     | 2,56             | 358 (2022)                        | 140                | modifier les données · modifier les données |
| Lugagnan               | 65291      | Hautes-Pyrénées | banlieue     | 0,75             | 163 (2022)                        | 217                | modifier les données · modifier les données |
| Saint-Créac            | 65386      | Hautes-Pyrénées | banlieue     | 2,20             | 102 (2022)                        | 46                 | modifier les données · modifier les données |
| Viger                  | 65470      | Hautes-Pyrénées | banlieue     | 3,37             | 143 (2022)                        | 42                 | modifier les données · modifier les données |

## Évolution démographique
| 1968   | 1975   | 1982   | 1990   | 1999   | 2010   | 2015   | 2022   |
| ------ | ------ | ------ | ------ | ------ | ------ | ------ | ------ |
| 19 941 | 20 049 | 19 901 | 19 118 | 18 063 | 18 149 | 17 465 | 16 967 |

#### Données générales
- Unité urbaine
- Aire d'attraction d'une ville
- Liste des unités urbaines de France

#### Données démographiques en rapport avec l'unité urbaine de Lourdes
- Aire d'attraction de Lourdes
- Arrondissement d'Argelès-Gazost

#### Données démographiques en rapport avec les Hautes-Pyrénées
- Démographie des Hautes-Pyrénées